# Heteromeringia fucata
Heteromeringia fucata är en tvåvingeart som beskrevs av Friedrich Georg Hendel 1936. Heteromeringia fucata ingår i släktet Heteromeringia och familjen träflugor. Inga underarter finns listade i Catalogue of Life.